# Ruth Perry (Politikerin)
Ruth Sando Fahnbulleh Perry (* 16. Juli 1939 in Dia Town, Liberia; † 8. Januar 2017 in Columbus, Ohio, Vereinigte Staaten) war von 1996 bis 1997 Präsidentin von Liberia.

## Leben
Ruth Sando Fahnbulleh Perry wurde als Tochter einer muslimischen Familie in der Ortschaft Dia Town im westliberianischen Grand Cape Mount County geboren. Sie gehört zum Volk der Vai. Zunächst besuchte sie die örtliche Koranschule und absolvierte auch die traditionelle Ausbildung einer Sande-Schule.
In den 1950er Jahren besuchte sie die katholische Internatsschule Saint Theresa Convent High School of Liberia in Monrovia, dort erwarb sie die Hochschulreife. Es folgte ein Lehramts-Studium an der University of Liberia in Monrovia und eine Anstellung als Grundschullehrerin. Sie heiratete den Richter am Kreisgericht von Grand Cape Mount, McDonald Perry, wurde Mutter von sieben Kindern und zog sich in das Privatleben zurück. 1971 erhielt sie eine Anstellung bei der liberianischen Filiale der Chase Manhattan Bank in Monrovia, dort arbeitete sie bis zur Schließung der Filiale 1985.

### Senatorin
Bereits in den 1970er Jahren begann sich Ruth S. F. Perry für Politik zu interessieren und trat in die Unity Party ein. Nach dem Putsch des Samuel K. Doe begann dieser die bestehende Vorherrschaft der Ameriko-Liberianer zu brechen, viele Verwaltungs- und Staatsbeamte der Tolbert-Regierung flüchteten in das Ausland oder wurden inhaftiert. Auf den internationalen Druck reagierte Doe 1985 mit einer Serie von Kommunal- und Präsidentschaftswahlen, bei der er den Sieg errang. Auch Ruth Perry beteiligte sich an der Wahl und wurde zur Senatorin des Grand Cape Mount County gewählt. Die unterliegenden Parteien und ausländische Wahlbeobachter zweifelten Does Wahlsieg an, es kam zu Demonstrationen und politischen Protesten. Ein Teil der Oppositionsparteien, auch Perrys Unity Party, boykottierte fortan die Parlamentstätigkeit. Ruth Perry entschloss sich, aus der Unity Party auszutreten und behielt so ihren Senatoren-Platz als unabhängige Mandatsträgerin. Sie betonte ihre politische Neutralität und konnte deshalb bei der Senatswahl 1989 ihren Platz verteidigen.
Ein erneuter Staatsstreich erschütterte im Dezember 1989 Liberia und beendete die Herrschaft der Doe-Regierung. Nach Monaten des Bürgerkrieges übernahm Amos Sawyer am 22. November 1990 den Vorsitz der Übergangsregierung (Government of National Unity), er musste seine Regierungstätigkeit aus dem Exil in Ghana ausüben. Erneut brachen blutige Kämpfe zwischen den Bürgerkriegsparteien aus und man einigte sich bei den Friedensverhandlungen, dass Ruth Perry die Rolle einer Übergangspräsidentin übernehmen könnte, um demokratische Wahlen in Liberia vorbereiten zu können.

### Präsidentschaft
Am 3. September 1996 wurde Perry als Staatsratsvorsitzende vereidigt und übernahm die Aufgabe, die am 30. Mai 1997 angesetzte Präsidentschaftswahl vorzubereiten, ein Machtvakuum zu verhindern sowie die laufenden Bemühungen um eine Fortsetzung des Friedensprozesses zu leiten. Perry wurde entsprechend der Festlegungen am 19. Juli 1997 vom Wahlsieger Charles Taylor abgelöst, sie selbst hatte die Präsidentschaft genutzt, um ihre internationalen Kontakte zu erweitern, und begab sich nach der Amtsübergabe ins Ausland.
Ab 2004 war sie bei einem Forschungsinstitut der Universität Boston angestellt – dem „African Presidential Archives and Research Center“.

### Initiativen
Ruth Perry bemühte sich als Senatorin und später als Präsidentin um die Verbesserung der Lebensbedingungen und Rechte der Frauen in Liberia.
Sie gründete die Organisation Peace Now und ist Gründungsmitglied der Women’s Development Association von Liberia.